# Vũ Xuân Hùng
Vũ Xuân Hùng (sinh ngày 6 tháng 5 năm 1967) là một chính trị gia người Việt Nam, hàm Thiếu tướng. Ông hiện là đại biểu quốc hội Việt Nam khóa XIV, XV nhiệm kì 2016-2026, thuộc Đoàn Đại biểu Quốc hội tỉnh Thanh Hóa. Ông đã trúng cử đại biểu quốc hội năm 2016 ở đơn vị bầu cử số 3, tỉnh Thanh Hóa (gồm Quảng Xương, Nông Cống, thị xã Nghi Sơn, Như Xuân, Như Thanh) với tỉ lệ 90,68% số phiếu hợp lệ. Ông nguyên là Ủy viên Ban Thường vụ Tỉnh ủy, Chỉ huy trưởng Bộ chỉ huy quân sự tỉnh Thanh Hóa, hiện là Ủy viên thường trực Ủy ban Quốc phòng và An ninh của Quốc hội.

## Xuất thân
Vũ Xuân Hùng sinh ngày 6 tháng 5 năm 1967 quê quán ở xã Quảng Trung, huyện Quảng Xương, Thanh Hóa.

## Giáo dục
- Giáo dục phổ thông: 12/12
- Cử nhân Quân sự, Chỉ huy tham mưu cấp chiến dịch - chiến lược
- Cao cấp lí luận chính trị

## Sự nghiệp
Ông gia nhập Đảng Cộng sản Việt Nam vào ngày 14/1/1986.
Trước năm 2014, ông là Phó Chỉ huy trưởng, Tham mưu trưởng Bộ chỉ huy Quân sự tỉnh Thanh Hóa.
Năm 2014, ông được bổ nhiệm giữ chức Chỉ huy trưởng Bộ chỉ huy Quân sự tỉnh Thanh Hóa.
Ngày 22 tháng 5 năm 2016, Khi ứng cử đại biểu Quốc hội Việt Nam khóa XIV ông đang là Ủy viên Ban Thường vụ Tỉnh ủy, Đại tá, Chỉ huy trưởng Bộ chỉ huy quân sự tỉnh Thanh Hóa, làm việc ở Bộ chỉ huy quân sự tỉnh Thanh Hóa.
Ông đã trúng cử đại biểu quốc hội năm 2016 ở đơn vị bầu cử số 3, tỉnh Thanh Hóa (gồm Quảng Xương, Nông Cống, Tĩnh Gia, Như Xuân, Như Thanh) với tỉ lệ 90,68% số phiếu hợp lệ.
Ngày 30 tháng 6 năm 2019, Bộ trưởng Bộ Quốc phòng đã ký quyết định bổ nhiệm đồng chí đại tá Vũ Xuân Hùng, Ủy viên Ban Thường vụ Tỉnh ủy, Chỉ huy trưởng Bộ chỉ huy Quân sự tỉnh Thanh Hóa giữ chức vụ Phó tham mưu trưởng Quân khu 4.
Sáng 13 tháng 7 năm 2019, tại Bộ Chỉ huy Quân sự tỉnh Thanh Hóa đã diễn ra lễ bàn giao chức danh Chỉ huy trưởng Bộ chỉ huy Quân sự tỉnh Thanh Hóa. Đại tá Vũ Xuân Hùng bàn giao chức danh Chỉ huy trưởng cho Đại tá Lê Văn Diện, nguyên Phó Chỉ huy trưởng, Tham mưu trưởng Bộ chỉ huy Quân sự tỉnh Thanh Hóa
Ông đã trúng cử đại biểu quốc hội năm 2021 ở đơn vị bầu cử số 3, tỉnh Thanh Hóa (gồm thị xã Nghi Sơn và các huyện: Quảng Xương, Nông Cống, Như Xuân, Như Thanh.